# روينا ماري بروس
روينا ماري بروس (بالإنجليزية: Rowena Mary Bruce) (من مواليد 15 مايو 1915 - تُوفيت في 24 أبريل 1999) وهي لاعبة شطرنج إنجليزية حصلت على لقب "أستاذ دولي في (الشطرنج)". عام 1951. فازت ماري ببطولة الشطرنج البريطانية للسيدات (1937، 1950، 1951، 1954، 1955، 1959، 1960، 1962، 1963، 1967، 1969).

## حياتها
من نهاية الثلاثينيات وحتى نهاية الستينيات، كانت واحدة من أقوى لاعبي الشطرنج في إنجلترا. في عام 1935، فازت ببطولة العالم للفتيات. وفازت 11 مرة ببطولة الشطرنج البريطانية للسيدات للأعوام التالية: 1937 و 1950 و 1951 و 1954 و 1955 و 1959 و 1960 و 1962 و 1963 و 1967 و 1969. وفي عام 1952، شاركت في موسكو ببطولة السيدات المرشحات حيث حصلت على المركز الثاني عشر. وفي عام 1951، حصلت على لقب «أستاذ دولي في (الشطرنج)».
روينا ماري بروس لعبت لانجلترا في أولمبياد الشطرنج للسيدات:
- في 1966، حصلت على المركز الثاني في أولمبياد الشطرنج 3 (نساء) في أوبرهاوزن (+5، =5، -2).
- في 1969، حصلت على المركز الثاني في أولمبياد الشطرنج 4 (نساء) في لوبلين (+5، =3، -6).

من 1940 إلى 1991 كانت متزوجة من رونالد بروس (1903-1991).

## وصلات خارجية
- روينا ماري بروس على موقع مباريات الشطرنج (الإنجليزية)
- روينا ماري بروس على موقع 365Chess.com (الإنجليزية)
- روينا ماري بروس على موقع Chesstempo.com (الإنجليزية)
- روينا ماري بروس سجل أولمبياد الشطرنج للسيدات على موقع OlimpBase.org (الإنجليزية)